# André Böhm
André Looft, geborener Böhm (Pseudonym: Mönchsleben; * 14. April 1977 in Leipzig) ist ein deutscher Filmemacher, Fotograf, Kameramann und Kurator.

## Leben
André Looft studierte Kamera an der Hochschule für Film und Fernsehen Potsdam, HFF. 2004 schloss er sein Studium mit einer Diplomarbeit über die Qatsi-Trilogie (Koyaanisqatsi, Powaqqatsi und Naqoyqatsi) von Godfrey Reggio ab.
Looft war als freier Kameramann und Fotograf bei Fernseh-Reportagen und verschiedenen Video-Produktionen tätig. Seit 1999 realisiert er eigene Filmprojekte, darunter Auftragsarbeiten im Bildungsbereich, Dokumentationen und Musikvideos, und arbeitet mit Berliner Filmproduktionen zusammen.
Als Referent und Fachdozent unterrichtete André Looft in Ganztagsschulen im Fach Medien und Kommunikation (MuK), hält Vorträge für Lehramtsanwärter im Landesinstitut für Schule und Medien Berlin-Brandenburg und unterrichtet angehende Filmemacher in Theorie und Praxis. 2008 gründete er die Videoproduktionsfirma HELIOSfilm Produktion in Babelsberg, die vor allem Porträts, Dokumentationen, Imagefilme und Live-Aufzeichnungen sowie Kurzspielfilme, Musikvideos und experimentelle Filme produziert.
Im Leiterteam des Kulturhaus Babelsberg konzipierte André Looft über 17 Jahre lang als Kurator zeitgenössische und historische Ausstellungen sowie Veranstaltungsreihen (Babelsberger Jazzreihe, Klassikreihe, Studentenfilm-Kino) mit dem Fokus auf zeitgenössischer Kunst und der Förderung junger Talente. Er konzipierte u. a. Openair-Feste, Ausstellungseröffnungen mit Filmvorführungen, Konzerte und Vorträge zum Mauerfall und zur Deutschen Einheit.

## Filmografie (Auswahl)

### Als Regisseur
- Hannah * 1990 † 2001 [Dokumentarfilm]
- 25 Jahre Obelisk – Ein Kabarett hält durch, 2004 [Dokumentarfilm] (Diplomfilm)
- Neubrandenburger Jugendorchestertreffen Baltikum 2007 [Dokumentarfilm]
- Kinderaugen [Experimentalfilm]
- Biodiversität-Countdown 2010 [Dokumentarfilm]
- Die Prima(r)forscher in Brandenburg [Dokumentarfilm]
- Gone [Musikvideo]
- Georgette Dee & Band – Live im Schauspielhaus Leipzig [Livekonzert-Mitschnitt]

### Als Kameramann
- 2000: Hochzeitstag (Dok, HFF)
- 2001: Ein Abend für Dora (Fiction, HFF)
- 2001: Skywalker (Fiction, HFF)
- 2002: Berlin Beshert[1] (Fiction, HFF)
- 2002: Erlkönig (Fiction, HFF)
- 2002: Sniper (Fiction, HFF)
- 2005: Im Unruhestand, MDR, Herrmannfilm
- 2006: Ströbecker Europafieber, MDR, Herrmannfilm
- 2006: Export Tomaten – Import Rolling Stones, WDR, MediaBlitz
- 2007: Tropfstein-Kur und Schornstein-Tour, MDR, Herrmannfilm
- 2016: Ediths Glocken – Der Film, Edition Salzgeber

## Ausstellungen (Auswahl)

### Als Kurator
- 2018: Projekt „…findet Kerwien!“ – Eine Spurensuche über den Architekten Otto Kerwien, die noch kein Ende findet… [Ausstellung]
- 2019: Im Blickwinkel: 30 Jahre Friedliche Revolution [Ausstellung]
- 2021: Im Fokus: 30 Jahre Deutsche Einheit [Ausstellung]
- 2023: Time Square Nowawes – Historische Ansichten des Babelsberger Stadtzentrums [Ausstellung]

### Als Fotograf / Künstler
- 2000: Strukturwelten I, Galerie Art Laboratory Open Space Berlin [Ausstellung]
- 2000: waghe Zwischenräume, Café Bilderbuch Berlin [Ausstellung]
- 2001: Strukturwelten II, Physiotherapie Naber Potsdam [Ausstellung]
- 2001: Strukturen III, Kick Film Berlin GmbH [Ausstellung]
- 2003: Photophonie, kunstWERK OKeV Potsdam [Ausstellung]
- 2005: Photophonie relaunch, Haus der Begegnung – Gutenbergstrasse 101, Potsdam [Ausstellung]
- 2010: Architektur: 4 Jahreszeiten, Kulturhaus Babelsberg [Ausstellung]
- 2012: Tanah Lot – Land inmitten des Meeres, Reise nach Indonesien, kunstWERK OKeV Potsdam [Ausstellung]
- 2015: Mein fabelhaftes Ich – Malerei, Zeichnungen und Drucke, Kulturhaus Babelsberg [Ausstellung]
- 2017: i konkret @ abstrakt ! – expressive Fotografien, Kulturhaus Babelsberg [Ausstellung]
- 2018: selbstbestimmt-pur-authentisch – Menschen mit und ohne Behinderung im Portrait, [Ausstellung]
- 2018: *STERNCHEN – diverse Portraits, Kulturhaus Babelsberg [Ausstellung]

## Auszeichnungen
- Deutscher Jugendvideopreis 1999 für Hannah * 1990 † 2001